# Melker Nilsson
Hans Melker Nilsson, född 26 april 2000, är en svensk fotbollsspelare som spelar för Falkenbergs FF. Hans far, Joakim Nilsson, är en före detta landslagsspelare i fotboll.

## Karriär
Nilssons moderklubb är Glumslövs FF. Därefter spelade Nilsson för Malmö FF, där han i augusti 2017 flyttades upp i U19-laget.
I augusti 2019 värvades Nilsson av Falkenbergs FF, där han skrev på ett 2,5-årskontrakt. Nilsson tävlingsdebuterade den 22 augusti 2019 i en 4–0-vinst över Vårgårda IK i Svenska cupen, där han blev inbytt i den 72:a minuten mot Christoffer Carlsson. Nilsson gjorde allsvensk debut den 2 juli 2020 i en 2–1-förlust mot IK Sirius, där han blev inbytt i den 83:e minuten mot Marcus Mathisen. Totalt spelade Nilsson sju ligamatcher under säsongen 2020. I december 2021 förlängde Nilsson sitt kontrakt med tre år.